# Felix Petyrek
Felix Petyrek (ur. 14 maja 1892 w Brnie, zm. 1 grudnia 1951 w Wiedniu) – austriacki kompozytor i pianista pochodzenia czeskiego.

## Życiorys
Był synem organisty i dyrygenta Augusta Petyrka, który udzielał synowi pierwszych lekcji muzyki. Studiował na Uniwersytecie Wiedeńskim u Guido Adlera (muzykologia) i Franza Schrekera (kompozycja) oraz w Konserwatorium Wiedeńskim u Emila von Sauera i Leopolda Godowskiego (fortepian). Uczył gry na fortepianie w Mozarteum w Salzburgu (1921–1923), Hochschule für Musik w Berlinie (1923–1926), Opatii (1923–1926), Odeonie w Atenach (1926–1930), Hochschule für Musik w Stuttgarcie (1930–1939), Uniwersytecie Lipskim (1939–1949) oraz Konserwatorium Wiedeńskim (1949–1951).
Jako kompozytor pozostawał pod wpływem muzyki późnoromantycznej, szczególnie twórczości Gustava Mahlera, co przejawiało się przede wszystkim w stosowaniu rozwiniętej chromatyki. Z drugiej strony sięgał także po bardziej nowoczesne środki takie jak Sprechgesang, harmonika modalna, atonalność, bitonalność i politonalność. W swojej twórczości wykorzystywał również elementy folkloru.

## Wybrane kompozycje
(na podstawie materiałów źródłowych)

### Utwory orkiestrowe
- Symfonia b-moll (1919)
- Sinfonietta (1921)
- 2 koncerty na 2 fortepiany i orkiestrę (I 1931, II 1949)

### Utwory kameralne
- Kwartet smyczkowy E-dur (1913)
- Sonata e-moll na skrzypce i fortepian (1913)
- Kwartet smyczkowy (1914)
- Trio fortepianowe (1921)
- Sekstet na klarnet, kwartet smyczkowy i fortepian (1922)
- Divertimento na 8 instrumentów dętych (1923)

### Utwory fortepianowe
- Sonata D-dur (1913)
- Variationen und Tripelfuge über ein eigenes Thema (1915)
- Passacaglia und Fuge d-moll (1922)
- Choral, Variationen und Sonatine (1924)
- Sechs griechische Rhapsodien (1927)
- Toccata (1931)
- Toccata und Fuge in der mixolydischen Tonart na 2 fortepiany (1934)
- Sechs Konzertetüden na 2 fortepiany (1934)
- Variationen über ein österreichisches Soldaten-Volkslied (1934)
- Dreikönigsmusik in der dorischen Tonart na 2 fortepiany (1936)
- Burleske (1941)
- Variationen über ein Thema von Verdi na 2 fortepiany (1941)
- Sonatina C-dur (1947)

### Utwory sceniczne
- baśń muzyczna Die arme Mutter und der Tod (1923)
- opera Der Garden des Paradieses (1923–1941, wyst. Lipsk 1942)